# Juliane Köhler
Juliane Köhler, nemška igralka, * 6. avgust 1965, Göttingen, Zahodna Nemčija
V filmu Propad je igrala Evo Braun. 
V letih 1985–1988 je študirala pri Uti Hagen v New Yorku in obiskovala HB Studio. V Münchnu je prejela baletne inštrukcije. Od prvega nastopa v Hannovrskem državnem gledališču Spodnje Saške leta 1988 redno nastopa v nemških gledaliških predstavah. V letih 1993–1997 je igrala v ansamblu bavarskega državnega gledališča, ki ga je zapustila, ker je snemanje filma Aimée & Jaguar vplivalo na vaje za predstavo Das Käthchen von Heilbronn. Pozneje se je vrnila v München, kjer je sodelovala z gledališčem Münchner Kammerspiele.

## Filmografija
- Aimée & Jaguar (kot Lilly Wust ali Aimée) (1999)
- Nikjer v Afriki (kot Jettel Redlich) (2001)
- Propad (v vlogi Eve Braun) (2004)
- Haber (kot Clara, žena Fritza Shimona Haberja) (2008)
- Eden Is West (kot Christina) (2009)
- Dve življenji (kot Katrine Evensen Myrdal) (2012)[4][5]